# Chiasso
Chiasso is een stad in het Zwitserse kanton Ticino. Het is de zuidelijkste gemeente van Zwitserland.
De plaats is gelegen aan de grens met Italië, en staat bekend om zijn internationale spoorwegverbindingen tussen Noord- en Zuid-Europa. Veel internationale treinen worden op dit station gerangeerd en kunnen verder op doorreis naar Italië of Zwitserland. Nabij Chiasso ligt ook de grens van de A2. In Italië gaat die over in de A9 richting Milaan. In het lokale wegennet is een druk gebruikte grensovergang naar de Italiaanse stad Como. Doordat Chiasso aan de Italiaanse grens ligt, houden veel Italianen een spaarrekening bij banken in Chiasso.

## Sport
Tussen 1982 en 1994 vond jaarlijks een wielerwedstrijd voor vrouwen plaats in en rond de stad. In 1995 vond de eerste editie plaats van een wedstrijd voor mannen, die tot en met 2007 georganiseerd werd.

## Geboren
- Marco Grassi (1968), Zwitsers voetballer